# Charles R. Saunders
Pour les articles homonymes, voir Saunders.
Charles R. Saunders, né le 12 juillet 1946 à Elizabeth en Pennsylvanie (États-Unis) et mort à Dartmouth (Nouvelle-Écosse, Canada) en mai 2020,, est un écrivain afro-américain installé dès le début de sa carrière au Canada. Il est l'auteur d'une œuvre variée comprenant des romans, des essais, des scénarios et des fictions radiophoniques. Il s'est notamment illustré dans le genre de la fantasy avec le cycle romanesque Imaro, fondateur du genre de la sword and soul, une sword and sorcery inspirée des cultures africaines plutôt que du Moyen Âge européen.

## Biographie
Charles R. Saunders naît à Elizabeth, près de Pittsburgh, dans l'État de Pennsylvanie aux États-Unis. Il fait ses études à l'université Lincoln où il obtient son diplôme en 1968. L'année suivante, pour échapper au service militaire qu'il devait effectuer au Vitetnam, il déménage pour le Canada. Il y exerce les métiers d'enseignant, d'employé administratif puis de journaliste. Il vit d'abord à Toronto et Hamilton, puis à Ottawa durant 15 ans, avant de s'établir  en 1985 en Nouvelle-Écosse, à Dartmouth . Sur les recommandations du poète George Eliott Clarke, il entre en 1989 au Halifax daily news qu'il ne quitte plus jusqu'à la cessation de la parution de ce journal en février 2008. Charles R. Saunders prend alors sa retraite. Demeurant à Dartmouth, il mène une existence modeste puis de plus en plus précaire, dans une situation d'isolement et de grand dénuement. Il meurt en mai 2020 mais son décès n'est rendu public qu'en septembre.

## Œuvre
L'écrivain, éditeur et critique noir-américain Milton J. Davis a inventé la dénomination « sword and soul » à propos du sous-genre de fantasy initié selon lui par Charles R. Saunders avec Imaro : une fantasy partageant plusieurs caractéristiques avec les aventures de Conan le Barbare et le sous-genre de la sword and sorcery, mais située dans une Afrique passée imaginaire, le monde de Nyumbani. Charles R. Saunders imagine Nyumbani en s'inspirant de l'Afrique de l'Est, de régions comme la plaine du Serengeti et de cultures comme celle des Masai. Il puise dans la langue swahili pour forger ses noms de personnes et de lieux.

## Œuvres

### Romans et cycles

#### Romans indépendants
- 2011 : Damballa
- 2014 : Abengoni: First Calling

#### Imaro
- 1981 : Imaro (en français : Imaro, trad. Michel Pagel, éd. Garancière, coll. « Aventures fantastiques », n°12, 1986)
- 1984 : The Quest for Qush (en français : La Route du Cush, trad. Michel Pagel, éd. Garancière, coll. « Aventures fantastiques », n°13, 1986)
- 1985 : The Trail of Bohu (en français : La Piste de Bohu, trad. Michel Pagel, éd.éd. Garancière, coll. « Aventures fantastiques », n°16, 1987)
- 2009 : The Naama War
- 2013 : Imaro, l'intégrale, traduction par Patrice Louinet, Mnémos (regroupe les quatre romans d’Imaro)[7]
- 2017 : Nyumbani Tales (recueil de nouvelles)

#### Dossouye
- 2008 : Dossouye
- 2012 : Dossouye: The Dancers of Mulukau

### Ouvrages documentaires
- 1990 : Sweat and Soul: The Saga of Black Boxers from the Halifax Forum to Caesars Palace
- 1992 : Spirit of Africville (1992)
- 1994 : Share & Care: The Story of the Nova Scotia Home for Colored Children
- 2002 : Black & Bluenose: The Contemporary History of a Community

### Articles
- 1975 : Die Black Dog! A Look at Racism in Fantasy, dans Toadstool Wine
- 1976 : Of Chocolate-Covered Conans and Pompous Pygmies, dans New Fantasy Journal n°1
- 1976 : Out to Launch: 1950s Nostalgia, dans Dark Fantasy n°10
- 1976 : Imaginary Beasts of Africa, dans Simba n°1
- 1976 : More Imaginary Beasts of Africa, dans Simba n°2
- 1977 : Why Blacks Don't Read Science Fiction, dans Windhaven n°5
- 1977 : The Gods of Africa, dans Wax Dragon n°1
- 1977 : Three African Superheroes, dans New Fantasy Journal n°2
- 1979 : Farmer of the Apes, dans Borealis n°2
- 1980 : Where Did Those Names Come From, dans Drums of Nyumbani n°1
- 1980 : To Kush and Beyond: The Black Kingdoms of the Hyborian Age, dans Savage Sword of Conan n°56
- 1994 : Fantasy: An International Genre, World Fantasy Convention
- 1987 : Out of Africa, dans Dragon n°122
- 2000 : Why Blacks Should Read Science Fiction, dans Dark Matter n°1

### Direction d'ouvrages
- 1977 : Balik and the Sirens of Alcathoe
- 2011 : Griots: A Sword and Soul Anthology

### Scénarios
- 1986 : Amazons, réalisé par Alejandro Sessa
- 1987 : Stormquest (titre espagnol : El ojo de la tormenta), réalisé par Alejandro Sessa

### Fiction radiophonique
- 1987 : The Sam Langford Story